# Deiregyne nonantzin
Deiregyne nonantzin är en orkidéart som först beskrevs av Roberto González Tamayo och Mcvaugh, och fick sitt nu gällande namn av Paul Miles Catling. Deiregyne nonantzin ingår i släktet Deiregyne, och familjen orkidéer. Inga underarter finns listade i Catalogue of Life.